# ズートピア+
『ズートピア+』（英: Zootopia+、ヨーロッパでは『ズートロポリス+』（英: Zootropolis+）として展開）は、2016年の映画『ズートピア』を原作としたアニメーション・ミニシリーズである。ウォルト・ディズニー・アニメーション・スタジオが制作し、2022年11月9日にDisney+で配信が開始された。

## ストーリー
このアンソロジーシリーズは、オリジナル映画の出来事と同時期に展開する6つの物語で構成されている。

## キャスト
※括弧内は日本語吹替。
- ボニー・ホップス: ボニー・ハント（佐々木優子）
- スチュー・ホップス: ドン・レイク（英語版）（大川透）
- ヤックス、ジェラルド・クック、その他の声: ジョン・ラヴェル（英語版）（丸山壮史）
- フルー・フルー: ミシェル・ビュトー（近藤唯）
- トゥルー・トゥルー: ミシェル・ブトー（英語版）（東内マリ子）
- モリー・ホップス、ブリアンカ、マンディ: ケイティ・ロウズ（川上ひろみ）
- カリスマ: クリスタル・カン・ミンコフ（神戸光歩）
- クリスティーン: ポルシャ・ウィリアムズ（英語版）（髙瀨友）
- Mr.ビッグ: モーリス・ラマーシュ（山路和弘）
- デューク・ウィーゼルトン: アラン・テュディック（多田野曜平）
- ライノボス、その他の声: イマリ・ウィリアムズ（堀総士郎）
- クロウハウザー: ネイト・トレンス（高橋茂雄）
- ボゴ署長: イドリス・エルバ（三宅健太）
- ガゼル: シャキーラ（イブ優里安）
- サム: シャーロット・ニクダオ（英語版）（飯沼南実）
- フラッシュ: レイモンド・S・パーシ（英語版）（村治学）
- プリシラ: クリスティン・ベル（近藤唯）
- バッキー: バイロン・ハワード（白熊寛嗣）
- プロンク: ジャレド・ブッシュ（英語版）

本作では、ジュディ・ホップス（ジニファー・グッドウィン、日本語吹替：上戸彩）とニック・ワイルド（ジェイソン・ベイトマン、日本語吹替：森川智之）のアーカイブ音声が使用されている。

## エピソード
| 通算 話数 | タイトル                             | 監督                                         | 脚本                                                           | 放送日        |
| --- | ------------------------------------ | -------------------------------------------- | -------------------------------------------------------------- | ------------- |
| 1 | "列車を追え！"                       | トレント・コーリー、ジョージー・トリニダード | ジョージー・トリニダード、トレント・コーリー、マイケル・ヘレラ | 2022年11月9日 |
| ジュディがズートピアへ向けて出発した直後、両親のボニーとスチューは、末娘のモリーがジュディの乗った列車の上にいることに気づく。二人はトラックで列車を追いかけるが、その間に他の人々を避けながらも衝突しそうになり、ジュディには状況を伝えられない。最終的にスチューは列車の上に乗ることに成功するが、ズートピアの環境に苦戦した末に列車から落下し、ボニーに助けられる。列車が駅に到着すると、モリーは線路に落ちそうになるが、列車に轢かれる直前にボニーとスチューが彼女を救出する。しかし、モリーは再びバニーバロウへ向かう列車の上に乗り込み、ボニーとスチューは再び彼女を追いかけることになる。 |                                      |                                              |                                                                |               |
| 2 | "リトル・ローデンシアのリアル齧歯類" | トレント・コーリー、ジョージー・トリニダード | ジョージー・トリニダード、トレント・コーリー、マイケル・ヘレラ | 2022年11月9日 |
| リアリティ番組がフルー・フルーと彼女の友人たちにインタビューを行う中、フルー・フルーは結婚式の計画を巡り、名誉メイド役を務めるいとこのトゥルー・トゥルーと口論になる。その後、フルー・フルーは買い物に出かけるが、大きなドーナツに押し潰されそうになり、ジュディに救われる。この出来事をきっかけに、フルー・フルーは考えを改めて番組を辞め、トゥルー・トゥルーと和解する。和解の際、トゥルー・トゥルーは母親が結婚式で着たドレスをフルー・フルーに譲る。次回エピソードの予告では、結婚式のブーケに仕込まれた「夜の遠吠え」を吸い込んでしまった彼女たちが、獣のように暴れる姿が映し出される。 |                                      |                                              |                                                                |               |
| 3 | "デューク：ザ・ミュージカル"         | トレント・コーリー、ジョージー・トリニダード | ジョージー・トリニダード、トレント・コーリー、マイケル・ヘレラ | 2022年11月9日 |
| ジュディに捕まり、公開の場で恥をかかされた後、デューク・ウィーゼルトンは歌を通じて自らの人生の選択を見直す。彼はあらゆる詐欺を働いて大金持ちになる夢のようなシナリオを思い描くが、最終的に自身の過去の行いが問題であることに気づく。心を入れ替える決意をし、年老いたヤギの女性に財布を返すが、その直後、彼女が大量の現金を積んだ警備トラックにはねられる。この出来事をきっかけに、デュークは再び以前の悪事に戻ってしまう。 |                                      |                                              |                                                                |               |
| 4 | "花嫁のゴッドファーザー"             | トレント・コーリー、ジョージー・トリニダード | ジョージー・トリニダード、トレント・コーリー、マイケル・ヘレラ | 2022年11月9日 |
| フルー・フルーの結婚式で、Mr.ビッグがスピーチを行い、自身の過去を振り返る。20世紀のある時期に祖母と共にズートピアに到着した彼は、小型動物としての困難に直面しながら、祖母がカンノーリを近隣に売るのを手伝っていた。ある日、ホッキョクグマと友達になった彼らは、小型動物を街から追い出そうとするギャングと対峙することになる。Mr.ビッグは知恵と友人たちの助けを借りてギャングを打ち負かし、地域社会からの尊敬を勝ち取り、リトル・ローデンシアの「ドン」としての地位を築く。 |                                      |                                              |                                                                |               |
| 5 | "ズートピアン・ダンスアイドル"       | トレント・コーリー、ジョージー・トリニダード | ジョージー・トリニダード、トレント・コーリー、マイケル・ヘレラ | 2022年11月9日 |
| クロウハウザーは、ズートピア最大のタレントショー「ズートピアン・ダンスアイドル」がガゼルのバックアップダンサーを募集していることを知り、参加を決意する。彼はスタジオで「コード・レッド」を発令し、コンテストのパートナーを確保しようとする。そこにチーフ・ボゴが現れ、クロウハウザーは彼を騙して、秘密捜査官としてコンテストに参加していると思い込ませる。順番が回ってきたとき、クロウハウザーはボゴに真実を告白するが、ボゴはその場を去ろうとする。その結果、クロウハウザーは失格寸前に追い込まれる。しかし、ボゴは戻ってきてクロウハウザーを助け、二人でコンテストに優勝し、ガゼルのバックアップダンサーとなる。しかし、これらはすべてクロウハウザーの夢であった。目を覚ました彼は、ジュディが行方不明の14匹の哺乳類を見つけたことを知り、急いでボゴに報告しに行くが、ボゴは携帯電話でガゼルのダンスゲームをプレイしている最中だった。 |                                      |                                              |                                                                |               |
| 6 | "ディナー・ラッシュ"                 | トレント・コーリー、ジョージー・トリニダード | ジョージー・トリニダード、トレント・コーリー、マイケル・ヘレラ | 2022年11月9日 |
| カワウソのウェイトレス、サムはガゼルのコンサートに間に合うように仕事を終えようとしていた。しかし、最後の客としてやってきたのは、DMVオフィスのナマケモノ、フラッシュとプリシラだった。彼らの動きと言葉の遅さに対応しようとするうちに、店内は混乱状態に陥る。他の客たちはサムのサービスの悪さに不満をぶつけるが、驚いたことにフラッシュがプリシラにプロポーズし、彼女は喜んで承諾する。二人はコンサートに急いでいるため、サムを送ることを申し出るが、途中でスピード違反をしてジュディとニックに止められてしまう。 |                                      |                                              |                                                                |               |

## 制作

### 制作
2020年12月10日、ウォルト・ディズニー・アニメーション・スタジオのチーフ・クリエイティブ・オフィサーであるジェニファー・リーは、2016年の映画『ズートピア』を基にしたスピンオフシリーズ『ズートピア+』が同スタジオでDisney+向けに開発中であると発表した。映画でアニメーターとストーリーヘッドを務めたトレント・コリーとジョージー・トリニダードが、本シリーズの監督を務めることになった。本シリーズのアイデアは2020年のピッチプレゼンテーションで、コリーが3つの候補案の1つとして提案したもので、彼は映画の世界観やキャラクターをさらに探求したいという興味から『ズートピア』のシリーズ化を提案した。当初、トリニダードは2エピソードの監督を担当する予定だったが、本プロジェクトへの情熱からシリーズ全体の共同監督に昇格し、コリーと共に全6話を手掛けることとなった。
本シリーズは新型コロナウイルス感染症の世界的流行の影響でリモートで制作され、プロデューサーのネイサン・カーティスによると、制作プロセスは複雑化したという。コリーのピッチには10の物語が含まれていたが、6話分の制作オーダーにより4つのエピソードが削除された。シリーズはジェニファー・リーがエグゼクティブプロデューサーを務め、映画『ズートピア』の共同監督であり、『ミラベルと魔法だらけの家』の監督でもあるバイロン・ハワードとジャレド・ブッシュもプロデュースに参加している。

### 脚本
本シリーズの脚本はストーリーボード作成プロセス中に執筆され、ストーリーアーティストが各エピソードのセリフや構成を練り上げる形で進められた。各エピソードは『ズートピア』の出来事の間に焦点を当て、脇役キャラクターを中心に描かれる。また、各エピソードごとに異なるジャンルを採用するというアイデアはコリーによって考案された。この手法は、Disney+の短編『オラフの生まれた日』でオラフの物語を『アナと雪の女王』（2013年）の出来事に絡めて描いたコリーの経験から着想を得た。エピソードは映画のシーンに沿う形で時系列順に制作され、放送順もその設定順に対応している。映画の出来事を背景に脇役キャラクターを中心に描くというシリーズの構想は、映画で描かれた世界観やキャラクターをさらに掘り下げたいという制作者たちの意図によるものだった。
エピソードの1つでは、マフィアのボスであるMr.ビッグの幼少期から娘の結婚式に至るまでを描き、『ゴッドファーザー PART II』へのオマージュを捧げるとともに移民問題もテーマとして取り上げている。
トリニダードによると、一部の短編はコリーによってすでに計画されていたが、他のエピソードは制作中に発案された。制作中に内容が変更されたものもあり、たとえばデューク・ウィーゼルトンを中心としたエピソードは、当初は『オーシャンズ11』風の強盗映画として書かれていた。また、最終エピソードであるフラッシュとプリシラがレストランに登場する物語は、コリー、トリニダード、ストーリー・スーパーバイザーのマイケル・エレーラによって発案された。制作陣は、自然ドキュメンタリーやホラーストーリーとして描くアイデアも検討したが、最終的に新キャラクターが彼らを受け入れる物語に落ち着いた。これは、フラッシュは「変わる必要がない」と感じた制作者たちの意図によるものである。

### アニメーション
本シリーズは、ピクサーのアニメーションソフトウェア「Presto」が非ピクサープロジェクトで本格的に使用された初の作品となった。キャラクターヘッドのフランク・ハナーは、オリジナル映画のキャラクターモデルをこのソフトウェアに対応するよう更新した。
プロダクションデザイナーのジム・フィンは、撮影監督のホアキン・ボールドウィンとジーナ・ウォー・ローズと緊密に連携し、各エピソードに適したビジュアルスタイルを開発した。編集者のシャノン・スタインは編集プロセスで作業し、各エピソードの独自のトーンやジャンルを確立するための手助けを行った。

### 音楽
全6エピソードのうち5話の音楽は、カーティス・グリーンとミック・ジアッチーノが作曲を担当した。しかし、オリジナル映画『ズートピア』の音楽を手掛けたミック・ジャッキーノの父、マイケル・ジアッチーノが、エピソード「デューク：ザ・ミュージカル」の音楽を作曲した。同エピソードのために制作された楽曲「Big Time」は、マイケルが作曲し、ケイト・アンダーソンとエリッサ・サムセル（『アナと雪の女王/家族の思い出』、『セントラル・パーク』）が作詞を担当した。

## 配信
『ズートピア+』は2022年11月9日にDisney+で配信が開始された。全6話で構成されている。

## 評価

### 批評家による評価
『MovieWeb』のアレクサンダー・ナバーロは、『ズートピア+』を「オリジナル映画『ズートピア』の完璧な拡張」と称し、「『ズートピア+』は2016年の映画で登場した記憶に残るキャラクターたちを追いながら、視聴者がこれまで知らなかったズートピアの世界をより多く見せてくれる。各エピソードの平均再生時間が約7分であることを考えると、エピソード数を増やすことで視聴者にとってさらに楽しめる可能性が広がる。映画の続編に関する具体的な情報はまだ多くないが、今のところファンはズートピアの色鮮やかで多様な世界にもう一度浸ることができる」と述べた。
『IGN』のタラ・ベネットは、このテレビシリーズに10点中8点を付け、「『ズートピア+』は、2016年のウォルト・ディズニー・スタジオ・アニメーション映画で確立されたサポートキャラクターの世界に戻る楽しい作品だ。Disney+の短編ストーリー作品にありがちなことだが、結果としてエピソードごとにクオリティにばらつきがある。非常に面白い『花嫁のゴッドファーザー』（The Godfather of the Bride）から、可愛らしい『ズートピアン・ダンスアイドル』（So You Think You Can Prance）まで、どのエピソードも十分に楽しめる内容であり、ズートピアの世界がさらなる物語を生み出すのにいかに豊かな舞台であるかを思い出させてくれる」と評価した。
『Common Sense Media』のディオンドラ・ブラウンは、『ズートピア+』に5つ星中4つを付け、ポジティブなメッセージやロールモデルの描写を称賛した。彼女はこの作品が創造性、想像力、チームワークを促進していると述べ、キャラクターや声優の多様な表現にも言及している。

### 受賞歴
| 賞                               | 受賞日               | カテゴリー                                               | 受賞者                                       | 結果       | 脚注   |
| -------------------------------- | -------------------- | -------------------------------------------------------- | -------------------------------------------- | ---------- | ------ |
| アニー賞                         | 2023年2月25日        | テレビ作品声優賞                                         | モーリス・ラマーシュ                         | 受賞       | [ 19 ] |
| チルドレン＆ファミリー・エミー賞 | 2023年12月16日～17日 | 児童・青少年アニメシリーズ                               | 『ズートピア+』                              | 受賞       | [ 20 ] |
| チルドレン＆ファミリー・エミー賞 | 2023年12月16日～17日 | アニメ番組部門監督賞                                     | トレント・コーリー、ジョージー・トリニダード | ノミネート | [ 20 ] |
| チルドレン＆ファミリー・エミー賞 | 2023年12月16日～17日 | アニメ番組編集賞                                         | ジェフ・ドラハイム、シャノン・スタイン       | ノミネート | [ 20 ] |
| NAACPイメージ・アワード          | 2023年2月25日        | 短編シリーズ（ドラマまたはコメディ）およびアニメシリーズ | 『ズートピア+』                              | ノミネート | [ 21 ] |
| NAACPイメージ・アワード          | 2023年2月25日        | アニメシリーズ                                           | 『ズートピア+』                              | ノミネート | [ 21 ] |